# Eupithystis infuscata
Eupithystis là một chi bướm đêm thuộc họ Geometridae. Chúng chỉ gồm một loài duy nhất Eupithystis infuscata.